# Liptougou (département)

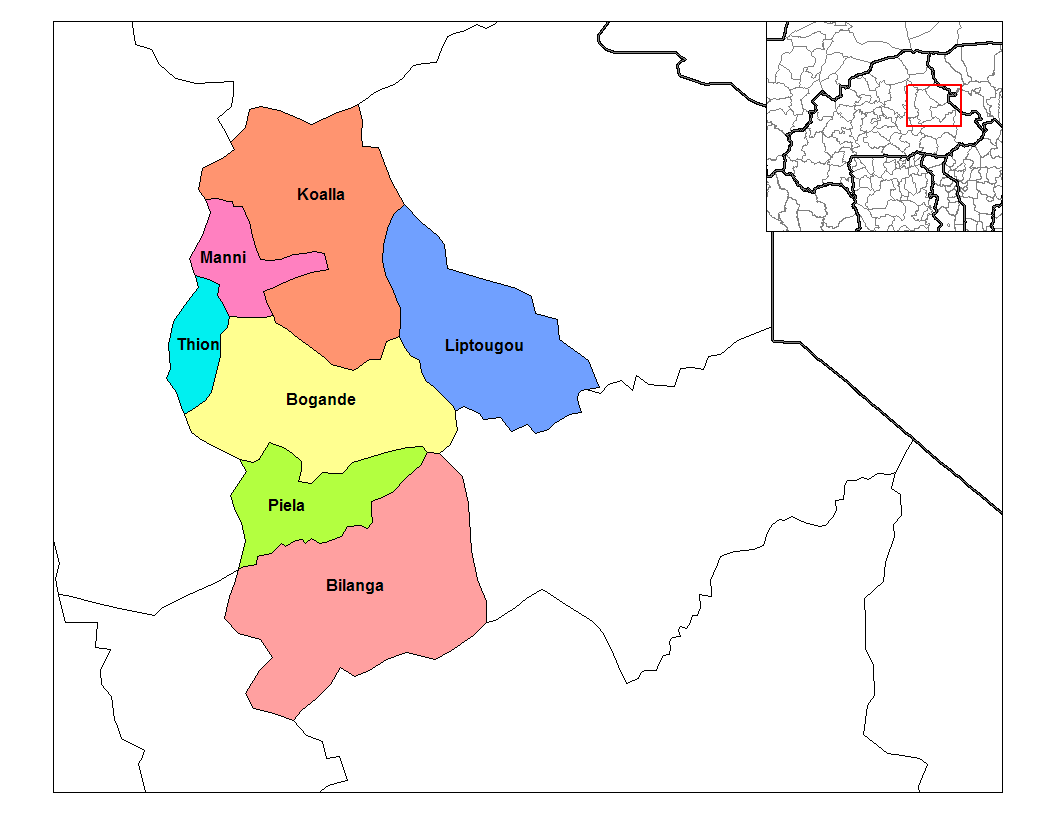
Localisation de la province de Gnagna

Liptougou est un département du Burkina Faso située dans la province de Gnagna et dans la région Est.
- En 2006, le dernier recensement comptabilise 41 807 habitants[1].

- En 2019, le dernier recensement comptabilise 75 570 habitants[2].

## Villes
Le département se compose d'un chef-lieu :
- Liptougou

et de 23 villages :
| - Bambilaré - Bantiénima - Bonsiéga - Dadounga - Dinalaye - Djibali | - Djoari - Fouga - Gabondi - Kodjéna - Kokou - Lontakoani | - Nadouonou - Nagnoagou - Nalenga - Nassourgou - Ouaboidi - Pintiagou | - Souloungou - Tambiga - Tantiaka - Tolepsi - Touolongou |